# César Valenzuela
César Valenzuela Martínez (Santiago de Chile, 1992. szeptember 4. –) chilei labdarúgó, a Santiago Wanderers középpályása.

## Karrierje

### Klubcsapatokban
2023. december 29-én bejelentették, hogy a Santiago Wanderers csapatában folytatja pályafutását.

### A válogatottban
Valenzuela ifjúsági szinten képviselte Chilét a 2007-es Dél-amerikai U15-ös labdarúgó-bajnokságon és a 2009-es Dél-amerikai U17-es labdarúgó-bajnokságon is.
2015 januárjában, az Egyesült Államok elleni barátságos mérkőzésen kapott először meghívót a chilei felnőtt válogatottba.